# Oeneis tanana
Oeneis tanana (лат.) — бабочка из рода Oeneis семейства бархатницы. Вероятно, вид является результатом гибридизации между Oeneis bore и Oeneis chryxus. Один из первооткрывателей таксона, энтомолог Эндрю Уоррен, считает, скрещивание видов началось примерно 28−14 тысяч лет назад. В то время осиновые и еловые леса бассейна рек Юкон и Танана были свободны ото льдов, виды Oeneis chryxus и Oeneis bore начали скрещиваться между собой, а их потомство со временем сформировало отдельный вид. В наиболее суровые годы последнего ледникового периода Oeneis chryxus мигрировал к югу, в область Скалистых гор, а Oeneis bore и новообразованный Oeneis tanana остались в Берингии. Ранее Oeneis tanana не отличали по габитусу от Oeneis chryxus, однако Oeneis tanana несколько крупнее и темнее его, а также обладают белыми пятнами на нижней стороне крыльев.
ДНК Oeneis tanana практически совпадает с ДНК Oeneis bore, что и указывает на скрещивание двух видов.
Эндемик Аляски (Северная Америка). Известен только из долины реки Танана. Эта долина, или ее часть, была ледниковым рефугием во времена последнего ледникового периода. Бабочки населяют поляны в бореальных еловых лесах
Время лёта с середины мая до начала июля, с пиком численности в середине июня. Для полного развития гусениц требуется два года — вид двухгодичную генерацию. Бабочки встречаются только в нечетные годы.